# علي محمد جعفر
علي محمد جعفر (مواليد 24 يونيو 1955) هو ملاكم يمني جنوبي، مثّل بلاده في الألعاب الأولمبية الصيفية 1988.

## روابط خارجية
علي محمد جعفر على موقع أوليمبيديا (الإنجليزية)